# (3540) Protesilaos
(3540) Protesilaos ist ein Asteroid aus der Gruppe der Jupiter-Trojaner. Damit werden Asteroiden bezeichnet, die auf den Lagrange-Punkten auf der Bahn des Jupiter um die Sonne laufen. (3540) Protesilaos wurde am 27. Oktober 1973 vom deutschen Astronomen Freimut Börngen entdeckt. Er ist dem Lagrangepunkt L4 zugeordnet.
Der Asteroid ist nach Protesilaos, einem griechischen Krieger im Trojanischen Krieg, benannt.